# Kombinacja norweska

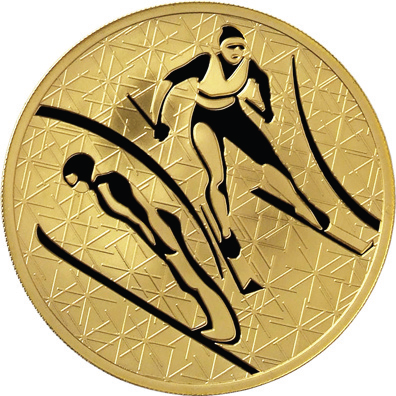

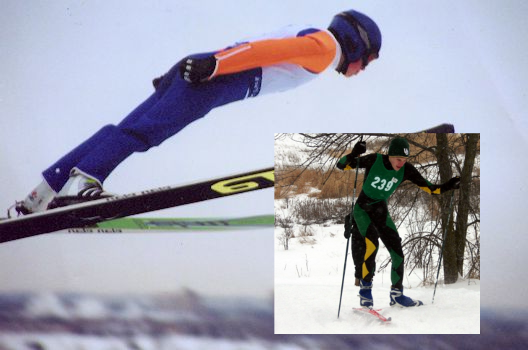
Kombinacja norweska jest połączeniem dwóch innych sportów zimowych: skoków i biegów narciarskich

Kombinacja norweska (zwana też nordycką oraz klasyczną) – sport zimowy, popularny w Europie, a także Japonii oraz Stanach Zjednoczonych. Kombinacja jest połączeniem dwóch innych sportów zimowych: skoków i biegów narciarskich. Wraz z biegami i skokami kombinacja należy do rodziny sportów narciarstwa klasycznego.

## Historia
Kombinacja norweska narodziła się w XIX wieku w Norwegii. To właśnie tam 12 lutego 1879 klub Christiania Skiklub zorganizował pierwsze zawody Husebyrennet. Rywalizacja składała się z jednego skoku oraz biegu na 4 km. Nie mierzono długości skoku, a jedynie oceniano styl, przyznając od 1 do 5 punktów. W 1892 zawody przeniesiono z Ullern do innej dzielnicy Oslo – Holmenkollen. Do dziś to właśnie tam odbywają się jedne z najważniejszych zawodów narciarskich w Norwegii, Holmenkollen Skifestival. Nowy sport szybko zyskał popularność, przede wszystkim w krajach nordyckich i krajach alpejskich. Pod względem technicznym kombinacja ewoluowała równolegle do dwóch dyscyplin, z których się składa. Początkowo bieg odbywał się techniką klasyczną, a w skokach stosowano styl równoległy. Z czasem w biegu zaczęto preferować technikę dowolną. Na przełomie lat 80. i 90. XX wieku w skokach wprowadzono „styl V”, który jest bezpieczniejszy i pozwala osiągnąć większe odległości.
Zawody w kombinacji znalazły się także w programie pierwszych w historii zimowych igrzysk olimpijskich w Chamonix. Zawodnicy oddawali jeden skok na dużej skoczni, a następnie ruszali na trasę biegu na dystansie 18 km. Zdobywcą złotego medalu został Norweg Thorleif Haug. Rok później rozegrano pierwsze w historii mistrzostwa świata w narciarstwie klasycznym, na których zawodnicy rywalizowali tylko w jednej indywidualnej konkurencji. Zwycięzcą tych zawodów został reprezentant Czechosłowacji Otakar Německý. Od 1968 organizowane są mistrzostwa świata juniorów w narciarstwie klasycznym, które do 1979 składały się tylko z zawodów w kombinacji. W 1983 Międzynarodowa Federacja Narciarska (FIS) zorganizowała pierwszą edycję Pucharu Świata w kombinacji norweskiej. Zwycięzcą w sezonie 1983/1984 został Norweg Tom Sandberg. Od sezonu 1990/1991 FIS organizuje także zawody dla zaplecza czołówki – Puchar Kontynentalny, który do 2008 rozgrywany był pod nazwą Pucharu Świata B. 
Dzięki pokryciu skoczni igelitem oraz z wykorzystaniem łyżworolek kombinację norweską można obecnie uprawiać także w lecie. Właśnie w tym celu FIS powołała do życia kolejny cykl zawodów, tym razem letnich – Letnie Grand Prix w kombinacji norweskiej. 
Z wszystkich trzech dyscyplin narciarstwa klasycznego Polacy najmniej sukcesów osiągnęli właśnie w kombinacji. Jedyny w historii medal olimpijski dla Polski wywalczył Franciszek Gąsienica Groń w 1956 podczas igrzysk w Cortina d’Ampezzo (był to równocześnie pierwszy medal dla Polski na zimowych igrzyskach olimpijskich). Polak zajął trzecie miejsce za Norwegiem Sverre Stenersenem i Szwedem Bengtem Erikssonem. Podczas Mistrzostw Świata w Falun w 1974 brązowy medal wywalczył Stefan Hula. Jest to jak dotąd jedyny medal mistrzostw świata dla Polski w kombinacji. W Pucharze Świata tylko jeden zawodnik z Polski zdołał stanąć na podium zawodów. Dokonał tego Stanisław Ustupski, który 21 stycznia 1989 w Breitenwang zajął drugie miejsce. Do dziś wynik ten pozostaje jedynym podium Polaka w Pucharze Świata. Nieco lepiej reprezentantom Polski wiodło się na mistrzostwach świata juniorów, gdzie zdobyli trzy srebrne medale: Jan Legierski w 1971 i 1972 oraz Stanisław Kawulok w 1973. Ponadto Polacy wywalczyli dwa brązowe krążki: Andrzej Staszel w 1972 oraz Andrzej Zarycki w 1976.
Z racji miejsca powstania tego sportu Norwegowie początkowo dominowali w kombinacji. W czterech pierwszych edycjach zimowych igrzysk olimpijskich zawodnicy tego kraju zajmowali wszystkie miejsca na podium. Na mistrzostwach świata dokonali tego między innymi w latach 1926, 1930, 1934 i 1954. Częste były także przypadki, że narciarze klasyczni nie ograniczali się tylko do skoków, biegów lub kombinacji, ale startowali w dwóch lub we wszystkich trzech dyscyplinach jak np. Norweg Johan Grøttumsbråten, Fin Heikki Hasu lub Szwed Sven Selånger. W miarę upływu czasu sukcesy zaczęli odnosić także zawodnicy z innych krajów. Według stanu na 2025 najbardziej utytułowanym zawodnikiem pod względem liczby medali jest Niemiec Eric Frenzel, który zdobył siedem medali olimpijskich oraz osiemnaście medali mistrzostw świata. Najlepszy wynik na pojedynczej imprezie osiągnął Fin Samppa Lajunen, który podczas igrzysk olimpijskich w Salt Lake City w 2002 zdobył trzy złote medale olimpijskie, zwyciężając tym samym we wszystkich konkurencjach kombinacji rozgrywanych na tych igrzyskach. Najbardziej utytułowanymi zawodnikami w historii Pucharu Świata są Norweg Jarl Magnus Riiber, który 111 razy stawał na podium zawodów tego cyklu, odnosząc przy tym 78 zwycięstwa oraz Niemiec Eric Frenzel, który podobnie jak Jarl Magnus Riiber, pięciokrotnie zdobył Kryształową Kulę za triumf w klasyfikacji generalnej Pucharu Świata.

## Konkurencje

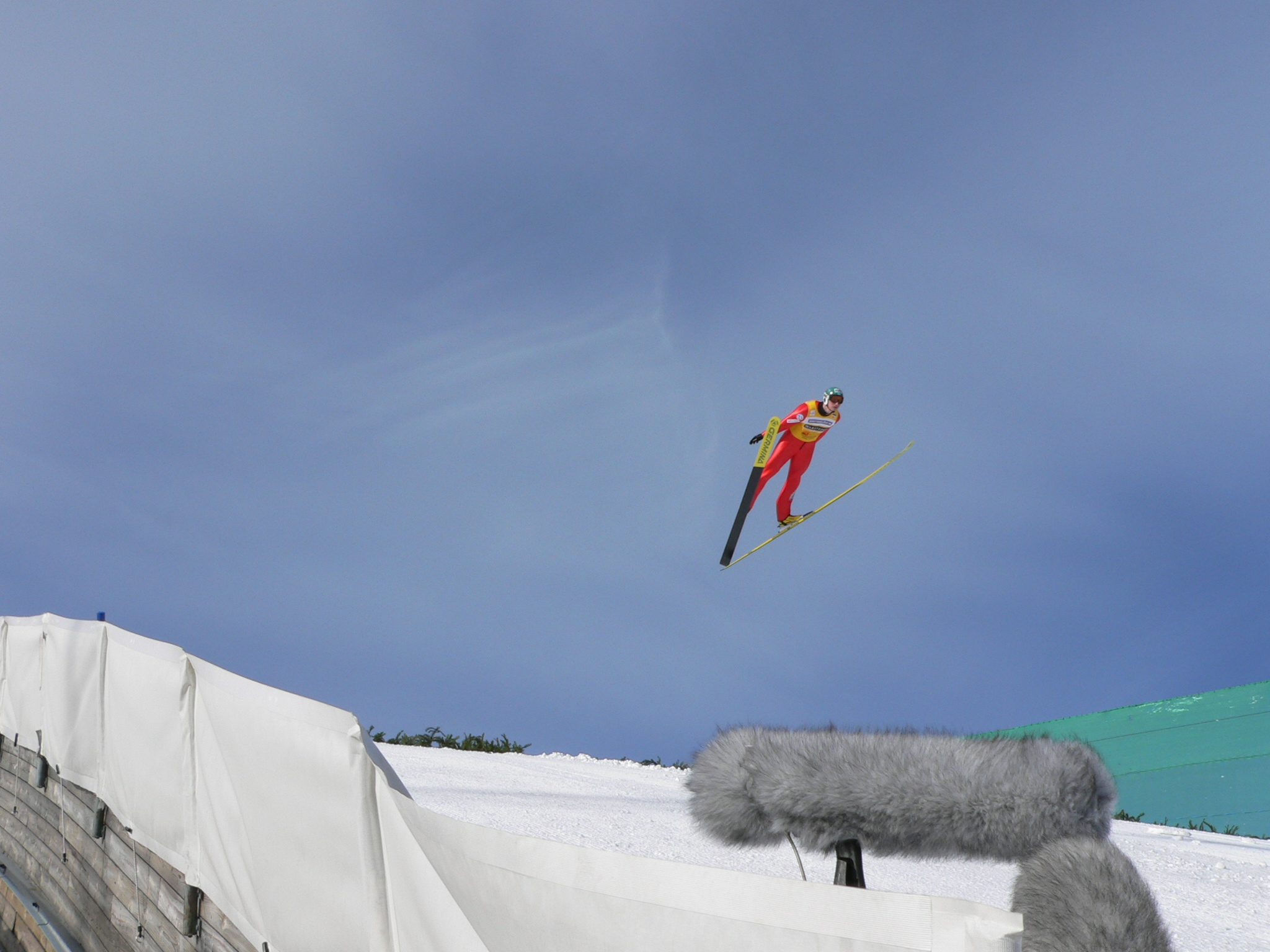
Hannu Manninen w trakcie skoku

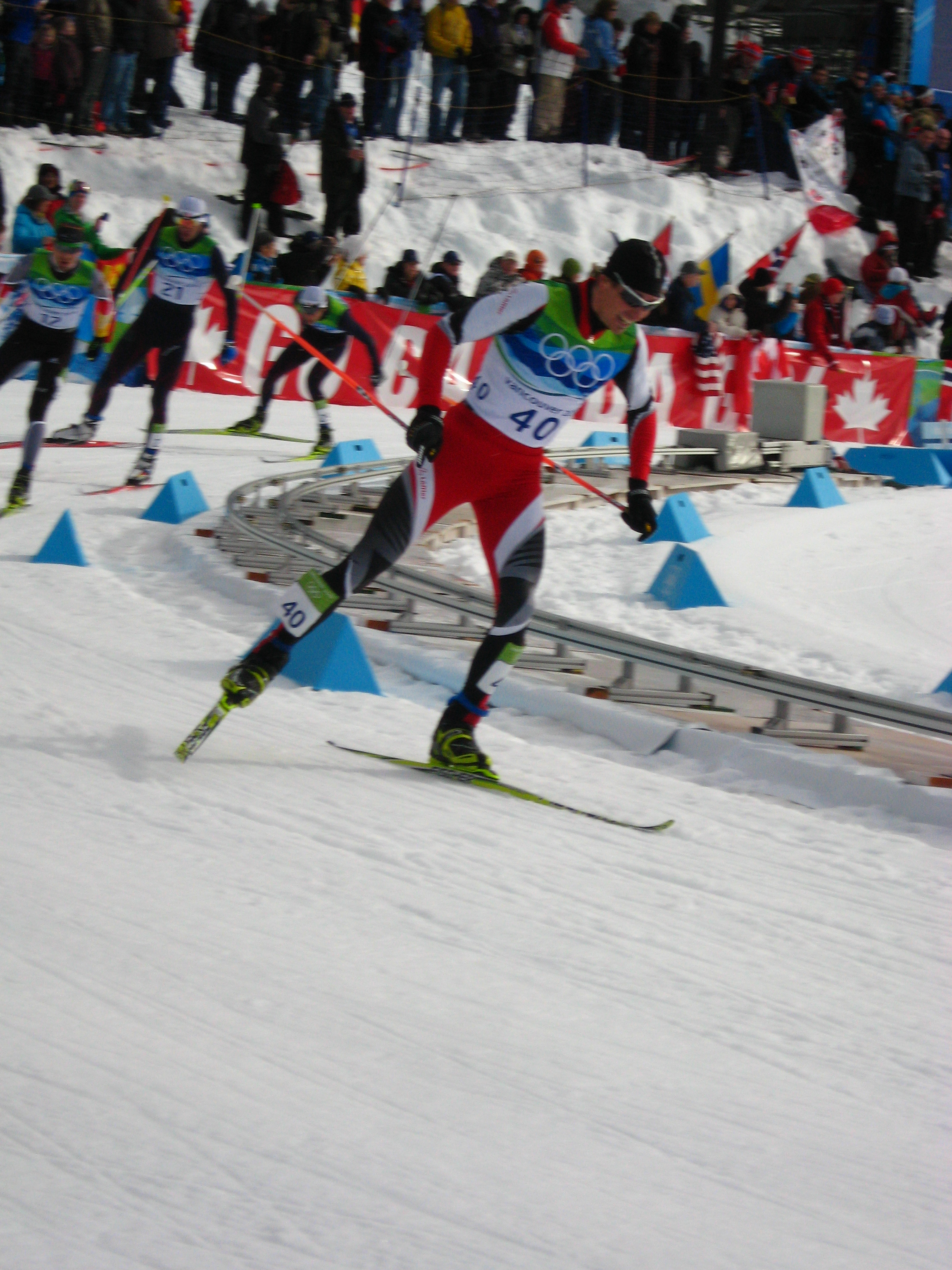
Felix Gottwald w trakcie biegu

### Gundersen
Jest to obecnie podstawowa konkurencja zarówno w Pucharze Świata, mistrzostwach świata jak i na igrzyskach olimpijskich. Pierwotnie składała się z dwóch serii skoków na dużej lub normalnej skoczni oraz biegu na 15 km. Opracowana została przez norweskiego kombinatora Gundera Gundersena i od jego nazwiska zwana jest metodą Gundersena.
W sezonie 2008/2009 przeprowadzono reformę. Celem było uatrakcyjnienie zawodów. Gundersen i sprint połączono. Rozgrywa się jedną serię skoków, zazwyczaj na dużej skoczni, a następnie bieg na 10 km. Skoki są oceniane za odległość i styl. Na dużej skoczni 1 metr to 1,5 pkt., a na normalnej 1 metr to 2 pkt. Do biegu zawodnicy przystępują według kolejności miejsc zajętych po skokach. Punkty są przeliczane na różnice czasowe, 1 minuta to 15 punktów. Jeśli między dwoma zawodnikami są 2 punkty różnicy po skokach, to na starcie biegu drugi zawodnik będzie miał do pierwszego stratę 8 sekund. Wygrywa zawodnik, który jako pierwszy dotrze do mety. Pierwszy raz tę formułę zastosowano w latach 80. XX wieku.

### Sprint
Co do zasady sprint rozgrywano podobnie do metody Gundersena z tym, że rozgrywano tylko jedną serię skoków, a trasa biegu była krótsza i wynosiła 7,5 km. W Pucharze Świata pierwsze zawody w sprincie rozegrano w sezonie 1996/1997. Na mistrzostwach świata sprint zadebiutował w 1999 podczas Mistrzostw w Ramsau am Dachstein, a olimpijski debiut tej konkurencji miał miejsce na Igrzyskach w Salt Lake City w 2002. Od sezonu 2008/2009 sprint połączono z Gundersenem i obecnie kombinatorzy oddają jeden skok i biegną na 10 km.

### Bieg masowy
W tej konkurencji jako pierwszy rozgrywa się bieg na 10 km. Dawniej zwycięzca biegu otrzymywał 120 punktów.Obecnie zwycięzca biegu ma na starcie konkursu skoków 0 punktów a kolejni zawodnicy wartości ujemne zgodnie ze stratami czasowymi jakie ponieśli (1 minuta oznacza minus 15 punktów), czasy są zaokrąglane do pełnych sekund. Dawniej zawodnicy oddawali dwie serie skoków. Podczas skoków nie był oceniany ich styl, ale trzyosobowe jury mogło odjąć punkty za brak telemarku (4 pkt na skoczni normalnej i 4,8 pkt na dużej) lub upadek (odpowiednio 10 i 10,8 pkt). Do drugiej serii kwalifikowało się 30 najlepszych zawodników po biegu i serii pierwszej łącznie.Obecnie konkurs skoków został ograniczony do jednej serii,styl skoków jest oceniany przez pięcioosobowe jury tak jak to ma miejsce w innych konkurencjach a od noty uzyskanej za skok odejmowana jest różnica punktowa jaką zawodnik tracił do zwycięzcy biegu.Kolejność skoków ustala bieg, jako ostatni skacze zwycięzca biegu.  Zwycięzcą całego konkursu zostaje zawodnik który po odjęciu od noty za skok różnicy punktowej przeliczonej z czasu biegu uzyska najwyższy wynik punktowy. Od sezonu 2024/25 prowadzona jest dodatkowa oddzielna klasyfikacja generalna, a jej zwycięzca otrzymuję Małą Kryształową Kulę.

### Zawody drużynowe
W sezonie 2010/2011 postanowiono przywrócić do kalendarza dwuosobowy sprint drużynowy (2x1 skok i 2x7,5 km). Zawody testowe odbyły się 5 marca 2011 podczas Pucharu Kontynentalnego w Kuopio. Odebrano je pozytywne i od sezonu 2011/2012 team sprint powrócił do Pucharu Świata jako drugi format zawodów drużynowych. Pierwszym formatem rywalizacji zespołowej jest konkurs, w którym każdy członek czteroosobowej drużyny oddaje jeden skok. Punkty drużyny przeliczane są na stratę w czasie podobnie jak w metodzie Gundersena, z tym że 45 punktów straty to 1 minuta w biegu. Bieg odbywa się sztafetowo, a każdy członek drużyny musi przebiec 5 km.

### Penalty race
Przed sezonem 2011/2012 postanowiono włączyć do kalendarza Pucharu Świata nowy format zawodów, który został sprawdzony podczas konkursu LGP 2011 w Oberwiesenthal. Penalty Race nie uwzględnia not sędziowskich oraz przelicznika wiatru i belki w skokach. Liczy się tylko odległość zawodnika, a konkretnie sektor, w którym wyląduje. Wielkość i liczba sektorów zależeć będzie od rozmiaru skoczni. Do każdego sektora przypisana jest liczba karnych rund, które zawodnik będzie musiał pokonać na trasie biegu. Każda runda liczy 150 metrów, a zawodnik może ją pokonać w dowolnym momencie wyścigu, co wprowadza element taktyczny. Za brak telemarku otrzymuje się dodatkową rundę, a za upadek zawodnik musi pokonać trzy rundy więcej. Zwycięzca konkursu skoków otrzymuje także 10 sekund bonifikaty.

### Kompakt
Od sezonu 2023/2024 w Pucharze Świata rozgrywany jest format zawodów pod nazwą Kompakt, który został przetestowany podczas konkursu LGP 2023 w Villach. Podobnie jak w Gundersenie zawodnik oddaje jeden skok, natomiast różnica czasowa na starcie biegu jest stała i  zależna  tylko od zajmowanej przez zawodnika pozycji po konkursie skoków, np. strata na starcie biegu zawsze wynosić będzie dla drugiego zawodnika skoków 6 sekund, dla trzeciego 12, dla czwartego 17, a dla na przykład dwudziestego będzie to minuta. Dla konkurencji Kompakt prowadzona jest dodatkowa oddzielna klasyfikacja generalna, a jej zwycięzca otrzymuję Małą Kryształową Kulę.

## Zasady
Punktacja na skoczni: 1 metr na skoczni dużej = 1,5 punktu, 1 metr na skoczni normalnej = 2 punkty
Przeliczanie punktów na czas:
- Zawody indywidualne oraz sprint drużynowy: 1 punkt straty na skoczni = 4 sekundy straty w biegu, 15 punktów straty na skoczni = 1 minuta straty w biegu

- Zawody drużynowe: 1 punkt straty na skoczni = 1,3 sekundy straty w biegu, 45 punktów straty na skoczni – 1 minuta straty w biegu